# محمد جميل أحمد الملا
محمد جميل أحمد الملا (ولد في 12 ديسمبر 1946) هو مهندس سعودي شغل منصب وزير الاتصالات وتقنية المعلومات من عام 2003 حتى 2014 حيث أعفي من منصبه بناء على طلبه في 8 ديسمبر 2014، من مواليد المدينة المنورة 1946م.

## نشأته وتعليمه
ولد محمد الملا في المدينة المنورة بتاريخ 12 ديسمبر 1946 وتخرج من جامعة الملك سعود في عام 1972 بدرجة البكالوريوس في الهندسة الكهربائية، ثم حصل على درجة الماجستير في مجال الاتصالات من جامعة كولورادو في 1979، كما شارك في برامج تدريبية مختلفة في بلدان عدة.

## عمله
بدأ محمد الملا حياته المهنية في وزارة البرق والبريد والهاتف (وزارة الاتصالات وتقنية المعلومات حاليا) عام 1972، عمل في البداية كمهندس إذاعي ثم لاحقًا كمهندس كهربائي، ثم شغل منصب مدير عام الاتصالات في المنطقة الوسطى، وفي يونيو من عام 2001 تم تعيينه وكيل وزارة مساعد ثم نائب وزير البرق والبريد والهاتف.

## مؤهلاته العلمية
- بكالوريس : هندسة كهربائية من جامعة الملك سعود -كلية الهندسة-
- ماجستير : اتصالات سلكية ولا سلكية من جامعة كولورادو بولاية كولورادو بالولايات المتحدة الأمريكية
- التحق بعدة دورات متطورة في مجال الاتصالات وتقنية المعلومات في عدد من بلدان العالم

## مناصبه
- مهندس راديو بوزارة البرق والبريد والهاتف
- مهندس كهربائي بوزارة البرق والبريد والهاتف
- مدير منطقة الرياض - للاتصالات
- مدير عام المنطقة الوسطى - للاتصالات
- وكيل وزارة البرق والبريد والهاتف المساعد لشئون التشغيل والصيانة
- وكيل وزارة البرق والبريد والهاتف للشئون الهندسية
- محافظ هيئة الاتصالات وتقنية المعلومات
- وزير الاتصالات وتقنية المعلومات
- وقد ترأس لفترة مجلس إدارة المؤسسة العربية الاتصالات الفضائية ( عربسات ) من عام 1993م إلى 1995م
- بالإضافة إلى تمثيله للمملكة في كثير من المؤتمرات وتراسه عدداً من المنظمات العالمية في مجال الاتصالات